# Wolff Löser
Wolff Löser (* 1628; † 1653) war ein kursächsischer Hofrichter in Wittenberg und Amtshauptmann sowie Erbmarschall der Kur-Sachsen.
Er stammte aus dem im Kurkreis ansässig gewesenen Adelsgeschlecht Löser und war Besitzer des Ritterguts Reinharz mit Meuro. Nach dem Tod von Hans Löser 1644 übernahm er das Erbmarschallamt und wurde damit am 21. Januar 1645 von Kurfürst Johann Georg I. von Sachsen belehnt.